# 岩本荘太
岩本 荘太（いわもと そうた、1940年5月9日 - ）は、日本の政治家。東京農業大学客員教授、日本国際協力センター理事。参議院議員（1期）、石川県副知事を務めた。

## 概要
東京都出身。1964年に東京大学を卒業。翌1965年、農林水産省に入省。構造改善局建設部出身。
1994年に石川県副知事へ就任し、1998年7月12日の第18回参議院議員通常選挙に石川県選挙区から無所属で立候補（民主党・社会民主党・自由党・新党さきがけ推薦）。現職の沓掛哲男を破り初当選。
2004年、妻の介護を理由に改選となる第20回参議院議員通常選挙に立候補せず、政界からの引退を表明する。
2010年11月の秋の叙勲で旭日中綬章を受章する。

## 著書
- 『副知事室の置きみやげ - 「国際化」私の場合』北國新聞社、1999年8月、ISBN 9784833010672
- 『不思議の国に単身赴任 - 参議院議員一年生のモノローグ』ぎょうせい、2002年6月、ISBN 9784324068472
- 『これでいいのか参議院 - 不思議の国から第二信』能登印刷出版部、2004年7月、ISBN 9784890104307
- 『釈迦の里・道中記』近代文芸社、2008年5月、ISBN 9784773375619

## 脚註
1. ↑  『官報』号外第232号1頁 平成22年11月4日
2. ↑  平成22年秋の叙勲等の受章者数及び受章者名簿 中綬章 内閣府：日本の勲章・褒章